# أولمبيك ليون
نادي أولمبيك ليون (بالفرنسية: Olympique Lyonnais) ويعرف اختصاراً باسم نادي ليون (بالفرنسية: Lyon)، هو نادي كرة قدم فرنسي تأسس في 26 مايو 1950، يقع مقره في مدينة ليون الفرنسية. وهو أحد الأعضاء المؤسسين لمجموعة رابطة الأندية الأوروبية.
ويُعدّ النادي من أكثر الأندية الفرنسية حصداً للألقاب عبر التاريخ برصيد 24 بطولة محلية وبطولة قارية وحيدة. محلياً، فاز ليون ببطولة الدوري الفرنسي الدرجة الأولى في 7 مناسبات، الدوري الفرنسي الدرجة الثانية في 3 مناسبات، وحصد كذلك على كأس فرنسا 5 مرات، وببطولة كأس الأبطال الفرنسي 8 مرات، وببطولة كأس الرابطة الفرنسية في مناسبة وحيدة. ويعتبر أحد أنجح الأندية الفرنسية، وواحد من ثلاث فرق فرنسية فقط استطاعت الفوز بألقاب أوروبية، مع كل من أولمبيك مارسيليا وباريس سان جيرمان.
يلعب الفريق مبارياته الرسمية على ملعب بارك أولمبيك ليون (بالفرنسية: Parc des Princes) ويعرف كذلك باسم ملعب غروباما (بالفرنسية: Groupama Stadium) من أجل أغراض تسويقة، وتبلغ السعة الأجمالية للمتفرجين حوالي 59,186 متفرج. ويطلق على ليون لقب ليس غونيس (بالفرنسية: Les Gones) والتي تعني «الأطفال» في لهجة مدينة ليون الإقليمية (بروفنسالية فرنسية).

## التاريخ

### البدايات
في القرن التاسع عشر تم إنشاء نادي أولمبيك ليون للرياضات (بالفرنسية: Olympique Lyon Sports Club) في سنة 1899. وبعد مرور عدة سنوات إختلف المسئولون عن رياضة الرجبي مع المسئولين في رياضة كرة القدم وقرروا فصل الناديين وقرر المسئولون عن رياضة كرة القدم تغيير الاسم إلى أولمبيك ليون (بالفرنسية: Olympique Lyon). قبل سنة 1966 حقق الفريق بعض النجاحات حيث عندما تم تغيير مسمى الفريق إلى نادي ليون (بالفرنسية: Lyon FC) في سنة 1908 حقق الفريق بطولة الدوري سنة 1910. في سنة 1920 إنتقل النادي إلى ملعب جيرلاند الذي صممه المهندس الفرنسي توني جارنييه قبل سبع سنوات. وتم تغيير مسمى النادي مجددا إلى جامعة أولمبيك ليون (بالفرنسية: Université Olympique Lyon) وانضموا إلى ركب الأندية المحترفة في سنة 1942. وحقق في أول مرة يشارك فيها بطولة المنطقة الجنوبية للمحترفين متفوقا على نادي بوردو بفارق نقطتين. وبهذه النتيجة صعد الفريق إلى الدرجة الأولى اعتبارا من موسم 1945–46 ولكن الفريق خاض مباراة البقاء وخسرها من فريق فيليكس لوت وبذلك عاد الفريق إلى الدرجة الثانية في سنة 1946.
وإنتظر نادي ليون خمس سنوات من أجل الفوز ببطولة الدرجة الثانية والصعود إلى الدرجة الأولى في سنة 1951 وهي تعتبر البطولة الرسمية الأولى في سجل النادي. ولكن لم نادي ليون كثيراً حيث بقي في الدرجة الأولى موسم واحد وعاد مجدداً إلى الدرجة الثانية. وقرر المدرب الفرنسي جوليان داروي أن يبعد اللاعبين الكبار في السن والاعتماد على اللاعبين الشبان الذين استطاعوا أن يحققوا حلم الصعود إلى الدرجة الأولى في سنة 1954 وهي ثاني مرة يفعلونها في خلال أربع سنوات. وفي خلال حقبة الستينات والسبعينات حقق نادي ليون بطولة كأس فرنسا ثلاث مرات، علماً بأن خمس مدربين فقط تولوا تدريب الفريق خلال تلك العشرين سنة. وتعرض الفريق لسلسلة من الأزمات أدت إلى هبوط الفريق إلى الدرجة الثانية في سنة 1983.

### الحلم الأوروبي
استلم جان ميشيل أولاس رئاسة النادي في سنة 1987 وأنفق على النادي الملايين من أجل أن يجعل نادي ليون ثابتاً في الدرجة الأولى ومن أجل تطويره للمشاركة الدائمة في البطولات الأوروبية في خلال خطة تستمر 15 سنة. من خلال المدربين دينيس باباس ومارسيل لو بورني فإن نادي ليون صعد إلى الدرجة الأولى وعاد فوراً إلى الدرجة الثانية مرتين متتاليتين. ريمون دومينيك الذي كان من مواليد مدينة ليون تولى تدريب الفريق من أجل تحقيق هدف واحد وهو التأهل مجدداً إلى الدرجة الأولى فوراً. وبعدما تعادل نادي ليون في آخر مبارياته مع فريق إليه حقق الفريق بطولة الدوري الفرنسي الدرجة الثانية للمرة الثالثة في تاريخه. وفي الموسم الأول لنادي ليون تحت قيادة دومينيك في الدوري الفرنسي الدرجة الأولى إحتل المركز الثامن وهو مركز بعيد جداً عن منطقة الهبوط. ثم استطاع دومينيك تطوير الفريق وحقق المركز الخامس في الموسم الثاني له في الدرجة الأولى مما منح الفريق حق المشاركة في بطولة كأس الاتحاد الأوروبي. تحققت المشاركة في بطولة أوروبية بعدما أمضى الفريق سنتين في الدرجة الأولى وبعدما أمضى أولاس أربع سنوات في رئاسة النادي.
قرر دومينيك في نهاية موسم 1992–93 ترك نادي ليون لكي يتم تعيينه مدرباً لمنتخب فرنسا للشباب تحت 21 سنة. كان الأختيار الأول لأولاس لخلافة دومينيك هو نجم منتخب فرنسا السابق في حقبة الثمانينات والذي كون مع ميشيل بلاتيني، لويس فيرنانديز، وألاين غيريسي الرباعي الماسي وهو جان تيغانا. استطاع تيغانا تطوير نادي ليون بحيث أصبح ينافس على إحراز بطولة دوري الدرجة الأولى في وجود العديد من اللاعبين الموهوبين أبرزهم نجم الكرة الغانية عبيدي بيليه. على الرغم من ذلك قرر تيغانا ترك النادي في سنة 1995 بسبب ضغط وسائل الإعلام الرياضية عليه. وإستلم جاي ستيفان تدريب الفريق خلفا تيغانا وقاد الفريق لتحقيق مركز استطاع تأهيله للمشاركة في بطولة كأس إنترتوتو المؤهلة للمشاركة في بطولة كأس الاتحاد الأوروبي. وقدم ستيفان استقالته في بداية موسم 1996–97 وحل مكانه نجم الفريق السابق بيرنارد لاكومب فوراً. وخسر الفريق في الدور الثاني من البطولة على يد فريق إنتر ميلان الإيطالي العملاق مما جعله يخرج خاوي الوفاض من البطولة الأوروبية مبكراً. واستمر تطور الفريق حيث إحتل المركز السادس في موسم 1997–98 ثم المركز الثالث موسمين متتاليين 1998–99 و1999–00. وفي 2009–10 حقق نادي ليون انتصاراً بذهابه للمربع الذهبي بعد انتصاره على ريال مدريد ونادي بوردو.

### بداية التغيير

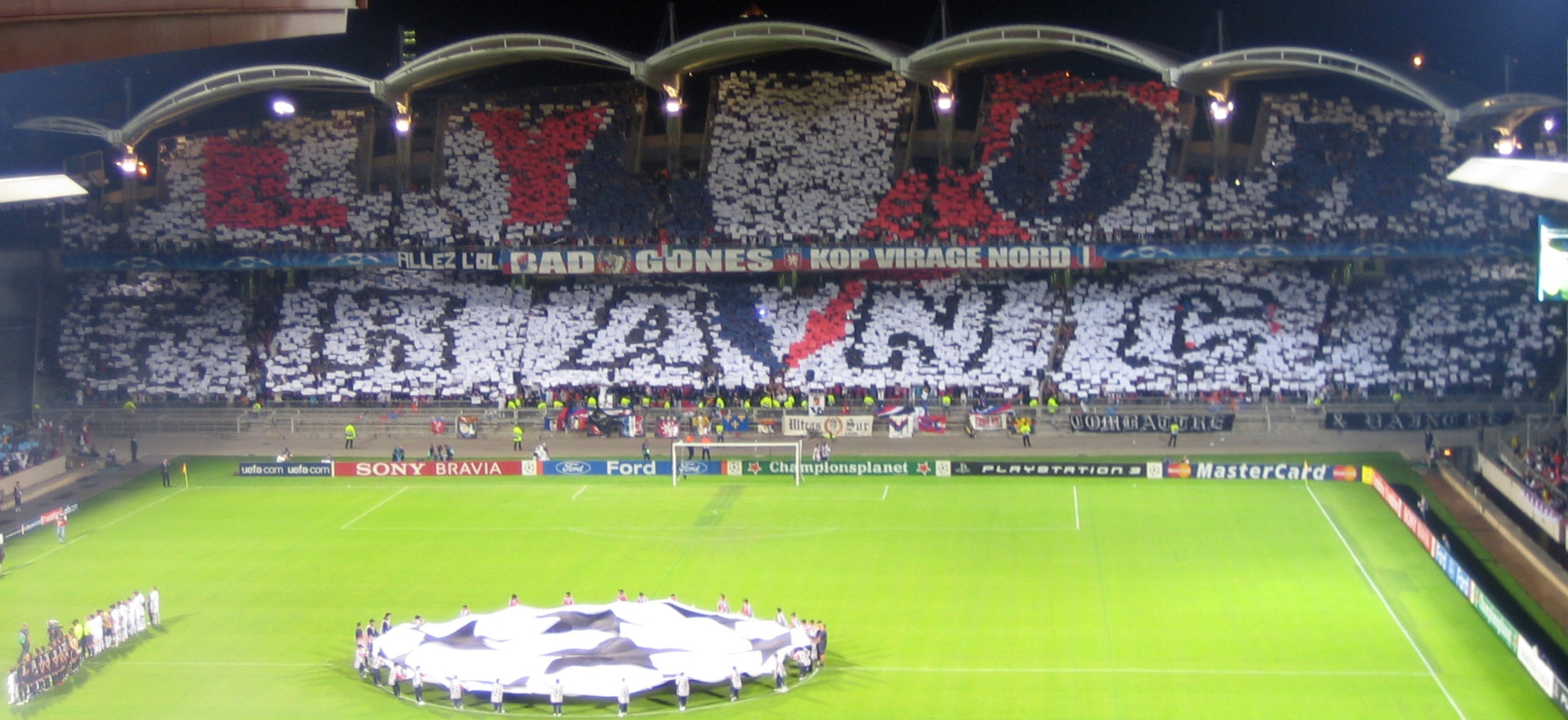
لقطة من إفتتاح مباراة في دوري أبطال أوروبا ضد ريال مدريد الإسباني عام 2006

استطاع نادي ليون اكتساح بطولة الدوري الفرنسي الدرجة الأولى في القرن الحادي والعشرين فبعدما إحتل المركز الثاني في موسم 2000–01، توج الفريق بطلاً في المواسم السابعة الماضية مما جعله يحطم الرقم القياسي في تحقيق اللقب في سنوات متتالية. حلم الفريق الآخر في التألق الأوروبي لم يجعله يتجاوز الدور النصف النهائي في بطولة دوري أبطال أوروبا. تولى تدريب الفريق العديد من المدربين المميزين الذين استطاعوا تطوير الفريق على مستوى المنافسة في البطولة وتقوية مراكز التشكيلة الأساسية بلاعبين موهوبين. تم تعيين جاك سانتيني في سنة 2000 بعدما قرر الرحيل عن نادي سوشو. قاد سانتيني نادي ليون لتحقيق المركز الثاني في بطولة دوري الدرجة الأولى 2001 وأيضا إلى تحقيق بطولة كأس المحترفين للمرة الأولى في تاريخ النادي والأولى منذ سنة 1973 حيث كانت تلك السنة آخر مرة حقق فيها بطولة كأس فرنسا. احتلاله المركز الثاني في بطولة الفريق جعل الفريق يتأهل للمشاركة مباشرة في الدور الأول من بطولة دوري أبطال أوروبا. ولم يستطع سانتيني في موسمه الأول في النادي أن يكتسب حب المشجعين بسبب لجوئه إلى الخطط الدفاعية.
في سنة 2002 استطاع سانتيني أن يحقق أحد أحلام أولاس وهو الحصول على بطولة الدوري الفرنسي الدرجة الأولى بعد الفوز في آخر مباريات الفريق على نادي لانس. ما زال معظم المشجعون غير مستسيغين طريقة لعب سانتيني الدفاعية خصوصاً أن الفريق خرج من الدور الأول من بطولة دوري الأبطال الأوروبي على يد فريق باير ليفركوزن الألماني ثم خرج من الدور الربع النهائي من بطولة كأس الاتحاد الأوروبي على يد نادي سلوفان ليبيريتش التشيكي. وقرر حينها سانتيني تقديم استقالته من أجل قيادة منتخب فرنسا. وتم تعيين بول لوجوين الذي كان يبلغ حينها 38 سنة مدرب لنادي ليون قادماً من نادي رين. واستطاع لوجوين في خلال الثلاث مواسم التي أمضاها في النادي أن يحقق بطولة الدوري لثلاث مواسم على التوالي. وكان مشهوراً عنه عندما كان مدربا لنادي رين القيام بعملية التعاقد مع لاعبين مغمورين يفشلون في تقديم أداء عالي المستوى كما حدث مع المهاجم السنغالي الحجي ضيوف.
ولكن استطاع لوجوين أن يبرهن للجميع بأنهم مخطئون في حقه واستطاع تطوير أداء نادي ليون كثيراً في بطولتي دوري الدرجة الأولى ودوري الأبطال الأوروبي. على الرغم من أن فريق ليون إحتل المركز الثالث في المجموعة الرابعة من بطولة دوري الأبطال الأوروبي إلا أنه كان بفارق الأهداف عن فريق أياكس أمستردام الهولندي العريق. ثم تأهل نادي ليون للمشاركة في بطولة كأس الاتحاد الأوروبي حيث خرج على يد نادي دينيزلي سبور التركي في الدور الثمن النهائي. أما على صعيد بطولة دوري الدرجة الأولى فقد توج نادي ليون بطلاً بفارق نقطة واحدة فقط. وفي الموسم الثاني للمدرب لوجوين مع نادي ليون حقق بطولة دوري الدرجة الأولى للمرة الثانية له شخصياً وللمرة الثالثة على التوالي في تاريخ النادي. وفي المجموعة الأولى من بطولة دوري الأبطال الأوروبي إحتل الفريق المركز الأول بفارق نقطة واحدة عن وصيفه فريق بايرن ميونيخ الألماني العريق. وفي الدور الثمن النهائي تخطى فريق ريال سوسييداد الإسباني قبل أن يسقط أمام نادي بورتو البرتغالي في الدور الربع النهائي والذي كان يدربه المدرب الشهير جوزيه مورينيو. في موسم 2004–05 حقق نادي ليون بطولة دوري الدرجة الأولى للمرة الرابعة على التوالي وخرج مجددا من الدور الربع النهائي من بطولة دوري الأبطال الأوروبي حيث يبدو بأن الفريق الفرنسي لا يقوى على التأهل إلى الدور النصف النهائي. بعد تحقيق فوزين كبيرين على فريق فيردر بريمن الألماني في الدور الثمن النهائي (3–0 و7–2) إصطدم بحائط فريق ايندهوفن الهولندي وخرج عن طريق الركلات الترجيحية مما جعل مشجعو نادي ليون يذرفون الدموع على فريقهم. وبعد مرور يوم واحد على انتهاء بطولة دوري الدرجة الأولى قدم لوجوين استقالته من تدريب نادي ليون مما جعل مشجعي الفريق يتفاجئون من سماع هذا الخبر المؤلم حيث كانوا يتوقعون في أي لحظة تجديد العقد معه حيث عرض عليه أولاس تمديد العقد لثلاث مواسم قادمة إلا أنه فضل الرحيل وترك صورة جميلة في مخيلة جميع المشجعين عنه.

### السيطرة المحلية
في صيف سنة 2005 قرر أولاس تعيين جيرارد هولييه مدرباً جديداً للفريق. وسبق لهولييه قيادة نادي ليفربول الإنجليزي لتحقيق ثلاثية في موسم 2000–01 والفوز ببطولات كأس إنجلترا، وكأس المحترفين، وكأس الاتحاد الأوروبي. وإستلم هولييه فريق مدجج بالنجوم أمثال جونينهو برنامبوكانو، سيلفان ويلتورد، سيدني جوفو، فلورينت مالودا، وجريجوري كوبيه. وقرر هولييه تعيين جونينهو قائداً للفريق والقيام بعملية تبادلية ببيع لاعب الوسط الغاني مايكل إيسيان إلى نادي تشيلسي الإنجليزي مقابل انتقال لاعب الوسط البرتغالي تياغو مينديز بالعكس. في موسمه الأول مع الفريق قاده لتحقيق لقب بطولة دوري الدرجة الأولى للمرة الخامسة على التوالي ولكنه فشل في ترك الانطباع الحسن في بطولة دوري الأبطال الأوروبي حيث خرج على يد إيه سي ميلان الإيطالي على ملعب سان سيرو في الدور الربع النهائي. لقد كانت المرة الثالثة على التوالي التي يخرج فيها نادي ليون من بطولة دوري الأبطال الأوروبي في الدور الربع النهائي. وحقق نادي ليون فوزه ببطولة الدوري بعدما استطاع نادي ليل التغلب على مطارده نادي بوردو. ونجم هولييه في صيف سنة 2006 في التعاقد مع أهم لاعبي خط وسط في تلك الفترة وهما الفرنسي جيرمي تولالان من نادي نانت والسويدي كيم كاليستروم من نادي رين. وفي المقابل فقد خسر هولييه نجم خط الوسط محمدو ديارا الذي وافق على الانتقال إلى نادي ريال مدريد الإسباني في عقد يمتد لخمس سنوات ومقابل 25 مليون يورو ولذلك إضطر هولييه إلى التعاقد مع الدولي الفرنسي ألو ديارا من نادي لانس من أجل أن يحل مكانه.
وقدم نادي ليون أداء عالي المستوى مكنه من تحقيق 50 نقطة في 17 مباراة في ذلك الموسم على الرغم من تلقيه خسارتين كبيرتين الأولى من غريمه التقليدي نادي مارسيليا 1-4 والثانية من نادي لانس 0-4. وبعد العودة من عطلة الشتاء اختل توازن الفريق ولم يستطع تحقيق أي فوز في مبارياته التي أقيمت في شهر يناير ولكنه استطاع التغلب على غريمه التقليدي في المنطقة بالفوز على نادي سانت إتيان 3-1 ومن ثم استمرت سلسلة النتائج الايجابية حتى تحقيق اللقب السادس على التوالي. أما على مستوى بطولة دوري الأبطال الأوروبي فقد استطاع هولييه قيادة فريق ليون لتصدر المجموعة الخامسة بفارق 3 نقاط عن فريق ريال مدريد الإسباني العريق ثم خرج من الدور الثمن النهائي على يد نادي روما الإيطالي. نتيجة لعدم تقديم الفريق الأداء المتوقع منه في البطولة الأوروبية فإن العلاقة ما بين أولاس وهولييه تصدعت مما جعل الأخير يقدم استقالته من تدريب الفريق في شهر مايو 2007 واعتزال التدريب لمدة موسمين.
بعد مرور عدة أيام من استقالة هولييه تم تعيين مدرب فريق سوشو السابق ألان بيران مدربا لفريق ليون. ونايجة لتعيين مدرب ليس لديه تاريخ حافل فقد رحل العديد من نجوم الفريق لعدة أسباب وأبرزهم التشيكي ميلان باروش، البرازيلي كلاوديو كاسابا، البرتغالي تياغو مينديز، والسداسي الفرنسي فلوران مالودا، ألو ديارا، ايريك أبيدال، جيريمي بيرتو، ريمي ريو، وسيلفان ويلتورد. في المقابل كان أبرز الصفقات التي أبرمها النادي التعاقد مع العاجي عبد القادر كيتا، الجزائري نذير بالحاج، الإيطالي فابيو غروسو، البرازيلي كليبر أندرسون، الأرجنتيني سيزار ديلجادو، والفرنسيان ماثيو بودمر، وجان ألان بومسونغ. وتوجس مشجعو نادي ليون خيفة من أداء الفريق في موسم 2007–08 بسبب التغيير الكبير في تشكيلة لاعبي الفريق والمدرب الذي لم يكن يمتلك خبرة كبيرة. وعلى الرغم من قيادة بيران نادي ليون لتحقيق بطولة دوري الدرجة الأولى للمرة السابعة على التوالي إلا أنه لم يستطع حسم البطولة إلا في المباراة الأخيرة بالفوز على نادي أوكسير. وكذلك حقق بطولة كأس فرنسا للمرة الأولى منذ 1973 وبذلك جمع للمرة الأولى في تاريخه بطولتي الدوري والكأس. وفي بطولة النادي المفضلة دوري الأبطال الأوروبي فقد احتل نادي ليون المركز الثاني في المجموعة الخامسة خلف نادي برشلونة الإسباني العريق ثم خرج من الدور الثمن النهائي على يد مانشستر يونايتد الإنجليزي الذي توج لاحقا باللقب.
ونتيجة لذلك فقد توترت العلاقة كثيرا بين أولاس وبيران مما أدى إلى تقديم الأخير استقالته من تدريب الفريق كما فعل سلفه هولييه وتم تعيين مدرب نادي ليل كلود بويل مدربا جديدا للفريق. وفي 2009–10 حقق ليون انتصاراً بذهابه للمربع الذهبي بعد انتصاره على ريال مدريد وبوردو، قبل أن تنتهي مغامرته بخسارته أمام بايرن ميونيخ.

## الملعب

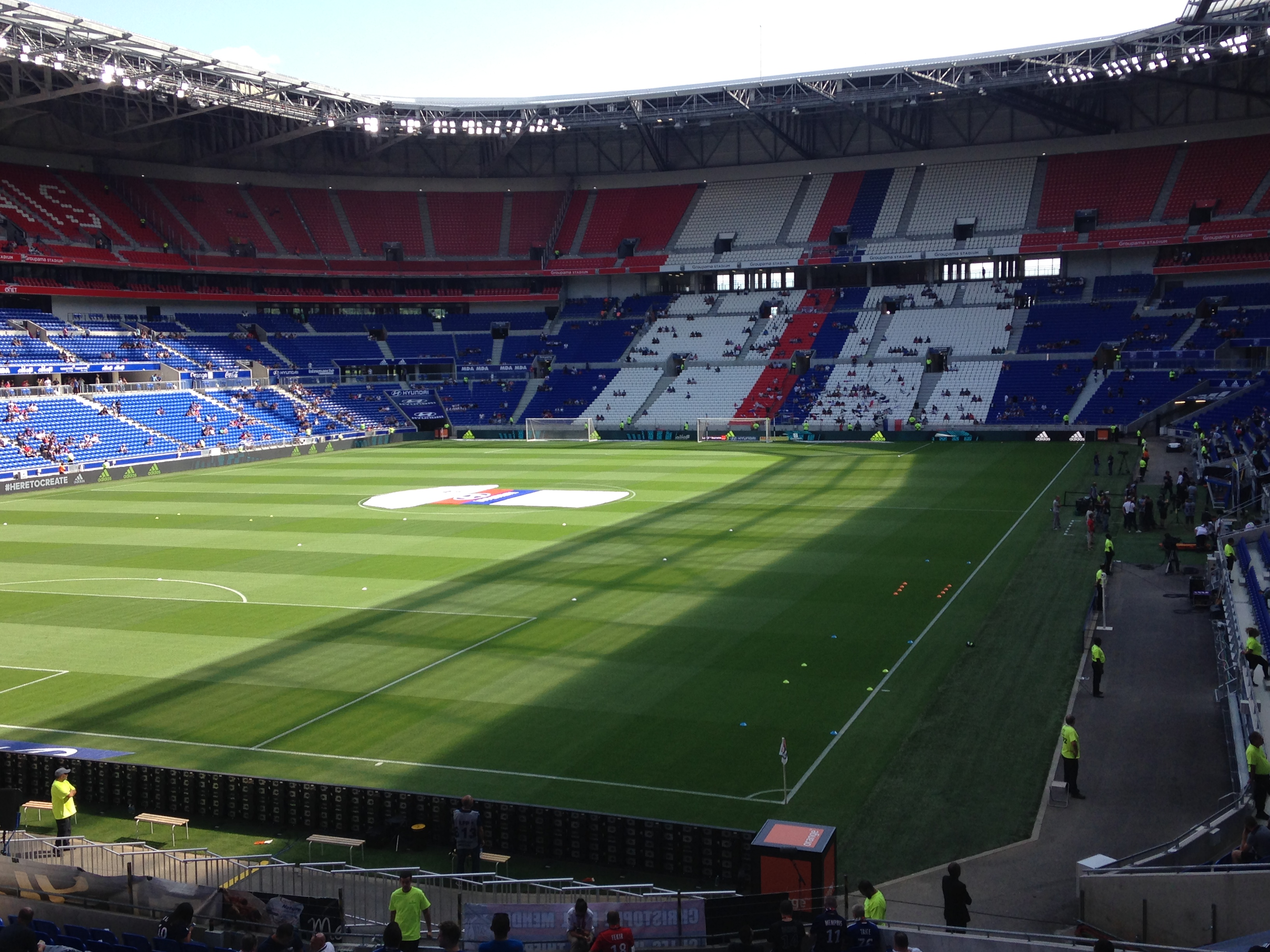
ملعب الفريق المعروف باسم بارك أولمبيك ليون.

بارك أولمبيك ليون (بالفرنسية: Parc Olympique Lyonnais)، ويعرف كذلك باسم ملعب غروباما (بالفرنسية: Groupama Stadium) من أجل أغراض تسويقة، وفي بعض البطولات يُعْرَف الملعب باسم ملعب الأضواء (بالفرنسية: Stade des Lumières) أو غراند ستيد دي ليون (بالفرنسية: Grand Stade de Lyon)، وهو ملعب كرة قدم يقع في مدينة ليون، و تصل سعته إلى 58 ألف متفرج. وهو الملعب رئيسي لنادي ليون. تقدر تكلفة الاستاد حوالي 250 مليون يورو.

## اللاعبون

### تشكيلة الفريق
- آخر تحديث في 20 يناير 2021.

ملاحظة: تشير الأعلام إلى المنتخب بحسب قواعد الأهلية المعتمدة من قبل الفيفا؛ تنطبق بعض الاستثناءات المحدودة. وقد يحمل اللاعبون أكثر من جنسية لا تعترف بها الفيفا.
| الرقم | البلد      | المركز | اللاعب          |
| ----- | ---------- | ------ | --------------- |
| 1     | البرتغال   | حارس   | أنتوني لوبيز    |
| 2     | ساحل العاج | مدافع  | سينالي ديوماندي |
| 3     | الجزائر    | مدافع  | جمال بن العمري  |
| 5     | بلجيكا     | مدافع  | جيسون ديناير    |
| 6     | البرازيل   | مدافع  | مارسيلو         |
| 7     | الكاميرون  | مهاجم  | كارل توكو إكامب |
| 8     | فرنسا      | وسط    | حسام عوار       |
| 10    | هولندا     | مهاجم  | ممفيس ديباي     |
| 11    | زيمبابوي   | مدافع  | تينو كاديوير    |
| 12    | البرازيل   | وسط    | لوكاس باكيتا    |
| 14    | فرنسا      | مدافع  | ليو دوبويس      |

| الرقم | البلد      | المركز | اللاعب          |
| ----- | ---------- | ------ | --------------- |
| 18    | فرنسا      | مهاجم  | ريان شرقي       |
| 19    | تركيا      | مدافع  | سينك أوزكاكار   |
| 20    | الجزائر    | مهاجم  | إسلام سليماني   |
| 22    | إيطاليا    | مدافع  | ماتيا دي شيليو  |
| 23    | البرازيل   | وسط    | تياغو مينديز    |
| 25    | فرنسا      | وسط    | ماكسومس كانكريت |
| 26    | فرنسا      | مدافع  | ملفين بارد      |
| 27    | ساحل العاج | مهاجم  | ماكسويل كورنيه  |
| 30    | ألمانيا    | حارس   | يوليان بولرسبك  |
| 39    | البرازيل   | وسط    | برونو كيمارايس  |

### المعارون
- تنتهي إعارة جميع اللاعبين في 30 يونيو 2021.[11]

ملاحظة: تشير الأعلام إلى المنتخب بحسب قواعد الأهلية المعتمدة من قبل الفيفا؛ تنطبق بعض الاستثناءات المحدودة. وقد يحمل اللاعبون أكثر من جنسية لا تعترف بها الفيفا.
| الرقم | البلد     | المركز | اللاعب                                  |
| ----- | --------- | ------ | --------------------------------------- |
| —     | الكاميرون | حارس   | بوريس إسيلي (إلى بورغ أون بريس بيروناس) |
| —     | مالي      | مدافع  | يوسف كونيه (إلى نادي إلتشي)             |
| —     | إسبانيا   | وسط    | بابي شيخ ديوب (إلى نادي ديجون)          |
| —     | البرازيل  | وسط    | جيان لوكاس (إلى نادي بريست)             |

| الرقم | البلد   | المركز | اللاعب                                   |
| ----- | ------- | ------ | ---------------------------------------- |
| —     | السنغال | وسط    | أوسينو ندياي (إلى بورغ أون بريس بيروناس) |
| —     | فرنسا   | مهاجم  | نيكولاس فونتين (إلى نادينادي لاس روزاس)  |
| —     | فرنسا   | مهاجم  | ليني بينتور (إلى نادي ناديتروا)          |
| —     | فرنسا   | مهاجم  | موسى ديمبيلي (إلى أتلتيكو مدريد)         |

### أرقام تم تعليقها
- رقم 16: بعدما توفي حارس المرمى الفرنسي لوك بوريللي في حادث سيارة في فبراير 1999م فقد قرر النادي تعليق اللعب بهذا الرقم.
- رقم 17: بعدما توفي لاعب الوسط الكاميروني مارك فيفيا فوي أثناء مشاركته مع منتخب بلاده في بطولة كأس العالم للقارات سنة 2003 بسقوطه فجأة على أرض الملعب فقد قرر النادي تعليق هذا الرقم. في سنة 2008 قرر مسئولو النادي عدم تعليق الرقم ومنح القميص لمواطنه جان ماكون الوافد الجديد من نادي ليل.

## المشجعون والأندية الغريمة والعداوات
يعتبر مشجعي فريق ليون من أكثر المشجعين فعالية والأكثر ولاء للنادي ويعرفون باسم الأولاد السيئون ولديهم سمعة كبيرة في البلدان الأوروبية نتيجة احتلال الفريق المركز الأول في بطولة الدوري في المواسم السبعة السابقة ومشاركة الفريق في بطولة دوري أبطال أوروبا بإستمرار. وعندما يلعب فريق ليون إحدى المباريات الرسمية المحلية أو القارية على ملعبه جيرلاند فإن جميع التذاكر تباع علماً بأن ملعب جيرلاند يتسع لحضور 41,044 متفرج. يعتبر نادي سانت إتيان الغريم التقليدي لنادي ليون. وعندما يلتقي نادي ليون بنادي سانت إتيان فهي عبارة عن مواجهة بين الأغنياء والعمال. ومن ثم تأتي أندية موناكو، مرسيليا، وباريس سان جيرمان كمنافسين ثانويين.

## المدربون
تعاقب 28 مدربًا دائمًا ومدربين مؤقتين في تدريب النادي منذ أن بدأ أوسكار هيسيرير مهمته كأول مدرب للفريق في عام 1950، وكان حينئد هيسيرير يلعب ويدرب الفريق في آن واحد ثم في موسمه قرر الاعتزال كلاعب وشارك فقط كمدرباً للفريق. يعتبر الفرنسي إيمي ميجنوت صاحب أكبر فترة تدريب في تاريخ نادي ليون، حيث درب الفريق لثمانية سنوات في الفترة ما بين عام 1968 إلى عام 1976. ويعتبر الفرنسي ألان بيران أول المدربين تحقيقاً للثنائية في موسم 2007-2008. لم يسبق وأن درب الفريق مدرب غير فرنسي، لكن اليوغسلافي فلاديكا كوفاتشيفيتش كسر تلك القاعدة في عام 1981، عندما أصبح المدرب الأجنبي الأول الذي تولى مهمة التدريب مع نادي ليون.
فيما يلى قائمة باسماء مدربو ليون في الفترة من عام 1950 حتى اليوم.
| - أوسكار هيسيرير: 1950–54 - جوليان داروي: 1954–55 - لوسيان تروبيل: 1955–59 - غابرييل روبرت: 1959–61 - مانويل فيرنانديز: 1961–62 - لوسيان جاسيرون: 1962–66 - لويس هون: 1966–68 | - إيمي ميجنوت: 1968–76 - إيمي جاكيه: 1976–80 - جان بيير ديستروميلي: 1980–81 - فلاديكا كوفاتشيفيتش: 1981–83 - روبرت هيربان: 1983–85 - روبرت نوزاريه: 1985–87 - دينيس باباس: 1987–88 | - مارسيل لوبورني: 1988 - ريمون دومينيك: 1988–93 - جان تيغانا: 1993–95 - غاي ستيفان: 1995–96 - بيرنارد لاكومب: 1996–2000 - جاك سانتيني: 2000–02 - بول لوجوين: 2002–05 | - جيرارد هولييه: 2005–07 - ألان بيران: 2007–08 - كلود بويل: 2008–11 - ريمي غارد: 2011–14 - هوبيرت فورنير: 2014–15 - برونو جينيسيو: 2015–19 - سيلفينيو: 2019– |  |

## رؤساء الفريق

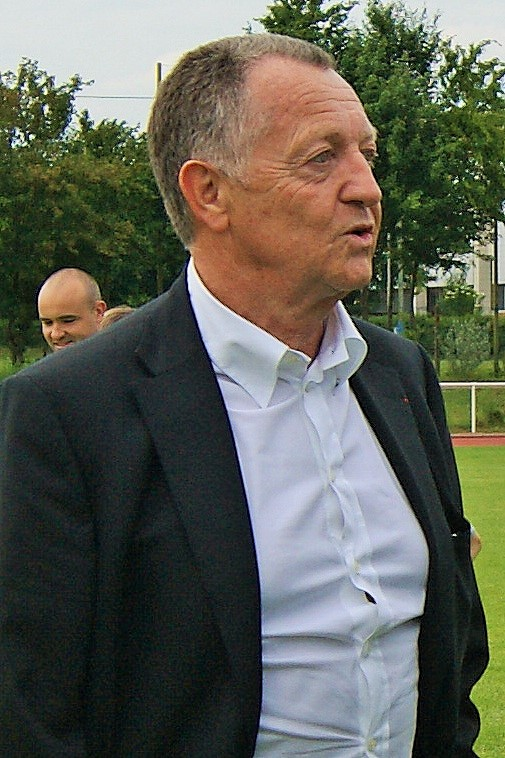
الفرنسي جان ميشيل أولاس الرئيس الأنجح في تاريخ النادي.

تعاقب على رئاسة النادي 8 رؤساء مختلفين، أخرهم هو جان ميشيل أولاس. يعتبر جان ميشيل أولاس صاحب أطول فترة رئاسية منذ 1987، وهو أكثر رئيس شهدت فترته فوز النادي بالألقاب.
- أرمون كروسليفان: في الفترة ما بين 1950 إلى 1959
- فيرديناند ماييتولي: في الفترة ما بين 1959 إلى 1969
- إدوارد روشي: في الفترة ما بين 1965 إلى 1977
- روجي ميشو: في الفترة ما بين 1977 إلى 1981
- جون بيرو: في الفترة ما بين 1981 إلى 1982
- رايمون رافي: في الفترة ما بين 1982 إلى 1983
- شارل ميغيريان: في الفترة ما بين 1983 إلى 1987
- جان ميشيل أولاس: منذ 1987 إلى حد الآن..

## الإنجازات

### المحلية
- الدوري الفرنسي الدرجة الأولى 
  - البطل (7): 2001–02, 2002–03, 2003–04, 2004–05, 2005–06, 2006–07, 2007–08
  - الوصيف (6): 1994–95, 2000–01, 2009–10, 2014–15, 2015–16
- الدوري الفرنسي الدرجة الثانية 
  - البطل (3): 1950–51, 1953–54, 1988–89
- كأس فرنسا
  - البطل (5): 1963–64, 1966–67, 1972–73, 2007–08, 2011–12
  - الوصيف (3): 1962–63, 1970–71, 1975–76
- كأس الرابطة الفرنسية
  - البطل (1): 2000–01
  - الوصيف (4): 1995–96, 2006–07, 2011–12, 2013–14
- كأس الأبطال الفرنسي
  - البطل (8): 1973, 2002, 2003, 2004, 2005, 2006, 2007, 2012
  - الوصيف (5): 1967, 2008, 2015, 2016

### الأوربية
- دوري أبطال أوروبا
  - نصف النهائى (1): 2009–10
- الدوري الأوروبي
  - نصف النهائى (1): 2016–17
- كأس الكؤوس الأوروبية
  - نصف النهائى (1): 1963–64
- كأس إنترتوتو
  - البطل (1): 1997

## فريق السيدات

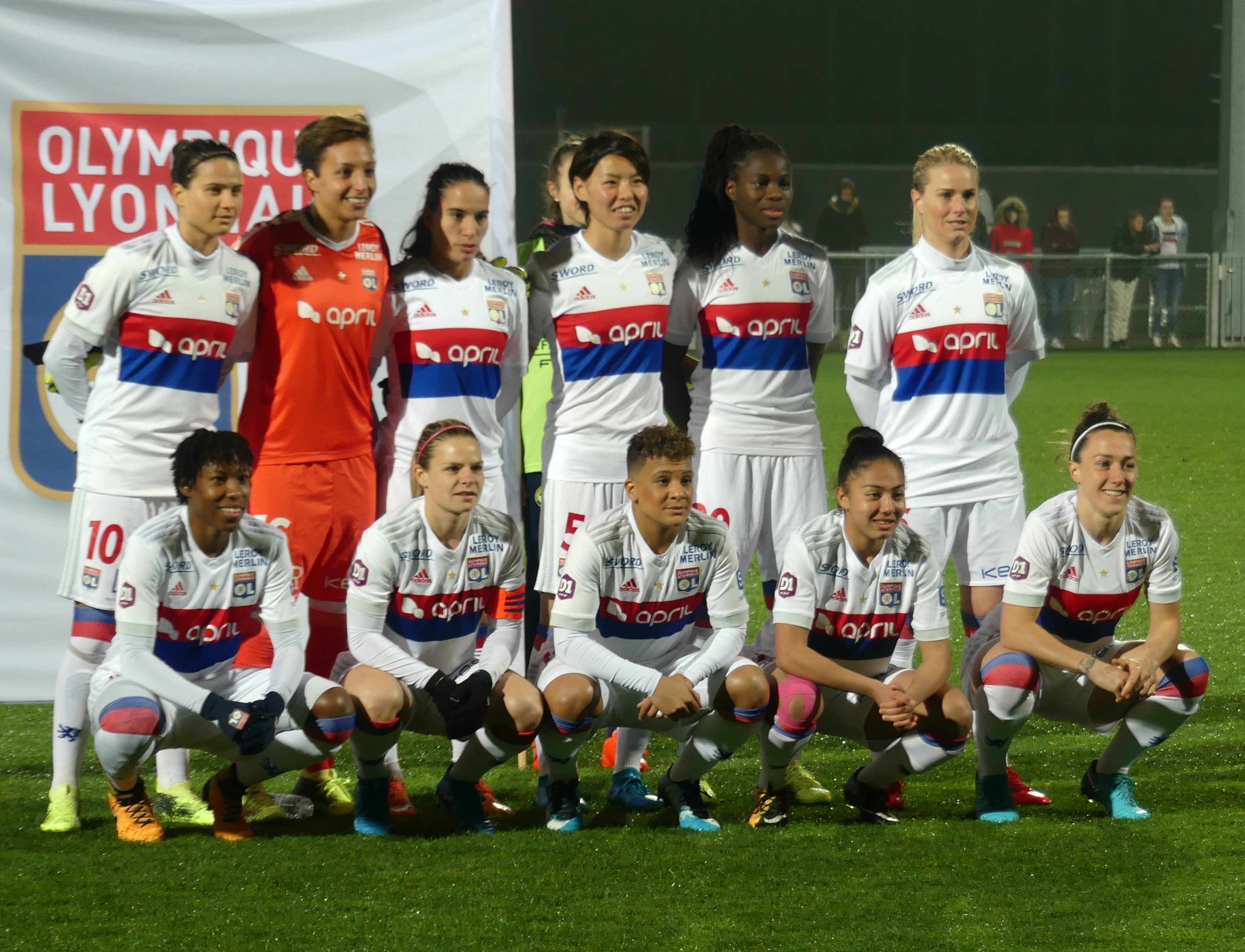
صورة للاعبات الفريق عام 2018

أولمبيك ليون للسيدات (بالفرنسية: Olympique Lyonnais Féminin) هو فريق كرة قدم نسائي يتبع نادي أولمبيك ليون الفرنسي. وقد تأسس الفريق في عام 1970 تحت اسم  نادي ليون للسيدات (بالفرنسية: FC Lyon Féminin) ثم تغير اسمه ليصبح مثلما هو عليه الآن في 2004. ويعد الفريق أفضل فريق كرة قدم نسائية بتاريخ فرنسا حيث استطاع الفوز بلقب الدوري الفرنسي لكرة القدم أربعة عشر مرة. وهو حالياً حامل اللقب بعدما فاز باللقب العاشر له على التوالي. يلعب الفريق مبارياته على ملعب ملعب استاد ليون في ملعب جيرلان، والذي يتسع لحضور 2,200 متفرج. رئيس النادي هو جان-ميشال اولاس وكابتن الفريق هي ويندي رينار. وفقاً معاملات الاتحاد الأوروبي لكرة القدم، يتربع نادي ليون الترتيب مما يجعله أفضل نادي أوروبي نسوي في الوقت الراهن.
بشكل عام استطاع الفريق الفوز بالعديد من البطولات المحلية والأوربية. محلياً في فرنسا، استطاع الفريق الفوز بلقب الدوري الفرنسي لكرة القدم أربعة عشر مرة، ولقب كأس فرنسا للسيدات 8 مرات. أما على الصعيد الأوروبي فقد حقق الفريق لقب دوري أبطال أوروبا للسيدات 4 مرات، وكان أخرها في موسم 2016-17، كذلك حقق الفريق لقب كأس العالم للأندية كرة القدم مرة واحدة في عام 2012.
ويعد نادي ليون للسيدات من أفضل أندية كرة قدم للسيدات، ويعد الفترة من 2010 إلى 2013 من أفضل الفترات التي مرت عليه، وقد وصفت تلك الفترة بالعصر الذهبي، حيث حقق الدوري الفرنسي 4 مرات، وكاس فرنسا 4 مرات، و دوري أبطال أوروبا للسيدات مرتان اعوام 2010/2011 و 2011/2012 و كذلك الوصافة مرتان 2009/2010 و 2012/2013، وكاس العالم للاندية مرة واحدة 2012..

## وصلات خارجية
- نادي ليون : نجاح يتبعه نجاح
- الموقع الرسمي
- نادي ليون في كورة